# Barrasa
Barrasa es una localidad del municipio burgalés de Valle de Mena, en la Comunidad Autónoma de Castilla y León (España). 

## Localidades limítrofes
Confina con las siguientes localidades:
- Al norte con Ordejón de Mena.
- Al noreste con Caniego.
- Al este con Villanueva de Mena.
- Al sur con Villasuso de Mena.
- Al oeste con Concejero.
- Al noroeste con Hoz de Mena y Taranco.

## Demografía
Evolución de la población
| Gráfica de evolución demográfica de Barrasa entre 2000 y 2017      |
|                                                                    |
| Población de derecho (2000-2017) según el padrón municipal del INE |

## Artista musical
Iván González Barrasa (Madrid, 31 de julio de 2003), más conocido como barrasa,  es un cantante español de los géneros reguetón y pop. 